# Ivy Compton-Burnett
Ivy Compton-Burnett (5 de junho 1884 – 27 de agosto 1969) foi uma novelista inglesa.